# Фошань
Фошань (кит.: 佛山, піньїнь: Fóshān, у перекладі дослівно — «Гора Будди») — міський округ у провінції Гуандун.

## Географія
Розташовується в центрі китайської провінції Гуандун, в дельті річки Чжуцзян, в 16 км на північний захід від Ґуанчжоу, з яким він з'єднаний залізницею, а з 2010 року — і окремою гілкою метрополітену

### Клімат
Місто знаходиться у зоні, котра характеризується вологим субтропічним кліматом. Найтепліший місяць — липень із середньою температурою 29.1 °C (84.4 °F). Найхолодніший місяць — січень, із середньою температурою 14.1 °С (57.4 °F).
| Клімат Фошаня           | Клімат Фошаня | Клімат Фошаня | Клімат Фошаня | Клімат Фошаня | Клімат Фошаня | Клімат Фошаня | Клімат Фошаня | Клімат Фошаня | Клімат Фошаня | Клімат Фошаня | Клімат Фошаня | Клімат Фошаня | Клімат Фошаня |
| Показник                | Січ.          | Лют.          | Бер.          | Квіт.         | Трав.         | Черв.         | Лип.          | Серп.         | Вер.          | Жовт.         | Лист.         | Груд.         | Рік           |
| Середня температура, °C | 14,1          | 14,8          | 18,1          | 22,4          | 26,2          | 27,9          | 29,1          | 28,9          | 27,6          | 24,5          | 20            | 15,7          | 22,4          |
| Норма опадів, мм        | 38.2          | 62.9          | 88.9          | 188.3         | 289.8         | 282.9         | 222.4         | 238           | 180.3         | 74.8          | 43            | 25.8          | 1735.3        |
| Днів з опадами          | 8,6           | 11,4          | 14,5          | 15,7          | 18,3          | 19,3          | 16,4          | 16,7          | 13,1          | 8,2           | 6,9           | 6,6           | 155,7         |
| Вологість повітря, %    | 70.3          | 78.9          | 82            | 83.3          | 82.2          | 82.5          | 79.5          | 79.9          | 76.5          | 72            | 68.6          | 67.7          | 77            |
| ----------------------- | ------------- | ------------- | ------------- | ------------- | ------------- | ------------- | ------------- | ------------- | ------------- | ------------- | ------------- | ------------- | ------------- |
| Джерело: Weatherbase    |               |               |               |               |               |               |               |               |               |               |               |               |               |

## Економіка
Фошань — старовинний торговельний центр, відвіку славився своїми порцелянними фабриками і шовкопрядильнями. У XVIII столітті змагався з Ханчжоу за звання четвертого за величиною економічного центру Китаю. Замулення рукавів річки відрізало місто від судів крупного водотоннажності і зробило його промисловим придатком Гуанчжоу.
Туристів в Фошань приваблюють мальовничі вершини, печери та водоспади південній частині міста, 800 -річний храм із зборами рідкісної скульптури та піч для випалу порцеляни, яка нібито діє з часів династії Тан.

## Особистості
Фошань — батьківщина майстрів бойових мистецтв Хуан Фейхун і Іп Мана, а також художника Ян Цзечана.

## Адміністративно-територіальний поділ
Міський округ Фошань ділиться на 5 районів (райони, в свою чергу, поділені ще на 64 волості):
| Map               | #       | Назва  | Оригінальна назва | Піньїнь   | Населення (2010) | Площа (км²) | Щільність (/км²) |
| ----------------- | ------- | ------ | ----------------- | --------- | ---------------- | ----------- | ---------------- |
|                   |         |        |                   |           |                  |             |                  |
| Місто             |         |        |                   |           |                  |             |                  |
| 1                 | Чаньчен | 禅城区 | Chánchéng Qū      | 1,101,077 | 154              | 7,150       |                  |
| Передмістя        |         |        |                   |           |                  |             |                  |
| 2                 | Наньхай | 南海区 | Nánhǎi Qū         | 2,588,844 | 1,074            | 2,410       |                  |
| 3                 | Шуньде  | 顺德区 | Shùndé Qū         | 2,461,701 | 806              | 3,054       |                  |
| Дальнє передмістя |         |        |                   |           |                  |             |                  |
| 4                 | Саньшуй | 三水区 | Sānshuǐ Qū        | 622,645   | 874              | 712         |                  |
| 5                 | Ґаомін  | 高明区 | Gāomíng Qū        | 420,044   | 960              | 438         |                  |

## Міста-побратими
- Ітамі, Японія
- Ла-Поссесьйон, Франція[4]
- Екс-ан-Прованс, Франція
- Порт-Луї, Маврикій
- Стоктон (Каліфорнія), США
- Таунсвіль, Австралія
- Медуей, Велика Британія
- Сент-Джорджес, Гренада